# 27748 Vivianhoette
27748 Vivianhoette este un asteroid din centura principală de asteroizi.

## Descriere
27748 Vivianhoette este un asteroid din centura principală de asteroizi. A fost descoperit pe 9 ianuarie 1991 la Yatsugatake de Shun-ei Izumikawa și Osamu Muramatsu. Asteroidul prezintă o orbită caracterizată de o semiaxă mare de 2,44 ua, o excentricitate de 0,19 și o înclinație de 5,5° în raport cu ecliptica.